# 劉煥章
劉煥章（1725年—1777年），字旭岑，號霽軒。江蘇常州陽湖縣（今屬常州市）人，清朝政治人物、學者、散文家。

## 生平
乾隆二十四年（1759年）己卯科順天鄉試舉人。
乾隆二十五年（1760年）庚辰科第三甲第二十六名同進士出身，初授四川銅梁縣知縣。銅梁知縣任上，該縣之甯湖為洱海源頭，夏秋降雨常挾沙石沖毀淹沒田地房屋，為長年水患。煥章奏請加賑、安置災民，並開兩條疏洪子河，解決河道淤沙，兩年即杜絕水患。離任時作《創開新河記》交與耆老，並刻石傳知後任者。
三十四年（1769年），銅梁知縣任上，因是四川按察使劉益侄孫，由四川總督奏請迴避。
三十五年（1770年），補雲南浪穹縣知縣，充任雲南鄉試同考官。
三十六年（1771年），以知縣署趙州知州。
後升蒙化廳同知。被彈劾革職遣戍，遇恩赦但貧困無法歸鄉，卒於騰越州騰衝書院。以子企埰敕授文林郎、江西會昌縣知縣，有敕命一道。

## 著作
- 《霽齋文鈔》

## 家庭及關聯
劉煥章為武進西營劉氏第十四世。
- 祖父：劉泌（1658年－1731年），以耆碩載於《大清一統志》。
- 父：劉棨（1690年－1764年），祀生。
- 從兄：劉綸、劉星煒。
- 從弟：劉烜。
- 姻婭：卜貽直、汪文在。
- 門生：管世銘。

### 妻妾
- 正室：毗陵莊氏，敕封太孺人。縣學生莊澧（莊應德四世孫）之次女。
- 無側室。

### 子女
皆正室所生。
- 長子：劉可培（1745年－1812年），增貢生。
- 次子：劉可大（1749年－1809年），監生。娶乾隆十五年舉人楊傳業之女。
- 三子：劉可均（1752年－1813年），庠生。
- 四子：劉企埰（1754年－1820年），嘉慶三年進士。
- 五子：劉可堂（1756年－1826年），郡庠生。
- 六子：劉可垣（1759年－1823年）。娶乾隆二十六年進士卜詒直之女。
- 七子：劉可垂（1765年－1793年）。娶乾隆元年進士汪文在之女。

- 長女，適監生徐曾印。